# 斯塔尼·德莱尔
斯塔尼·德莱尔（法語：Stany Delayre，1987年10月26日—），法国男子赛艇运动员。他曾代表法国参加世界赛艇锦标赛，获得二枚金牌和二枚银牌。他也曾参加2012年夏季奥运会。